# Ptičji pajki
Ptičji pajki (znanstveno ime Theraphosidae) so družina pajkovcev iz reda pajkov. Ti pajki so zelo veliki, saj lahko njihovo telo meri prek 12 cm, razpon nog pa tudi do 28 cm. Po telesu in nogah imajo goste ščetine.
Danes poznamo že skoraj 900 vrst ptičjih pajkov. Njihovi barvni vzorci so zelo raznoliki. Obarvanost je lahko rjava, siva, črna, rdeča, oranžna in tudi rožnata, z najrazličnejšimi lisami.
Živijo zlasti v tropih in subtropih; na drevesih ali v rovih. V hladnejše kraje pridejo s plovbo ladij, po navadi so med pošiljkami tropskih sadežev, kot so limone, banane, kiviji ali mandarine. Plen običajno lovijo ponoči, ko na plan pridejo tudi majhni vretenčarji, žabe, kuščarice in manjši ptiči. Ljudje se jih bojijo zaradi velikosti, čeprav je strupenih ptičjih pajkov zelo malo. 
Samice odlagajo jajčeca. Hkrati jih odložijo tudi prek 9000, saj jih odlagajo v nekakšnih vrečicah. Mladi pajkci po navadi ostanejo ob rojstvu v rovih. Ko malo zrastejo gredo na lov za hrano. Pajki te vrste živijo približno od 20 do 30 let. Ker lahko dočakajo takšno starost, jih imajo nekateri doma za eksotične hišne ljubljenčke.
Odkritih je precej fosilnih pajkov že iz obdobja triasa, vendar sta od ptičjih pajkov odkrita samo dva primera fosilov. Oba izhajata iz mlajšega miocena in sta stara okoli 16 miljonov let, našli pa so ju v Dominikanski republiki in v Chiapasu v Mehiki.
Pri večini ptičjih pajkov je znan spolni kanibalizem. Če se samec pravočasno ne umakne, ga samica po oploditvi napade, ubije in ga uporabi kot hrano. S tem se pred odlaganjem jajčec prehrani in okrepi. Samice izležejo nekaj sto, pa tudi do 9000 jajčec v jajčno vrečico. Izleženi pajki ostanejo v rovih in se sčasoma odpravijo po hrano, saj so sposobni lova že pred prvo levitvijo. Prelevijo se v nekaj tednih, saj hitinski oklep ne raste z njimi. V času levitve so nemočni, zato v tem času lahko postanejo plen dokaj nenevarnih živali. V času levitve mora biti vlažnost visoka, sicer se oklep zasuši in se ne odlušči od živali.

## Opis
Ptičji pajki spadajo tako kot drugi pajki med členonožce in imajo zunanji skelet, ki podpira mišičevje. Telo ptičjega pajka je sestavljeno iz dveh delov, glavoprsja (cefalotoraks) in zadka (abdomen), povezana pa sta s pedicelom. Pedicel je del glavoprsja in omogoča premikanje zadka v vse smeri.
V skupino ptičjih pajkov spadajo po velikosti zelo raznolike vrste, ki dosežejo velikost od dobrih dveh centimetrov do treh decimetrov v dolžino, če štejemo razpon nog. Razpon nog se običajno meri od konca leve zadnje noge do konca desne sprednje noge ali obratno. Največji lahko tehtajo do 85 g, največji znani primerek Theraphosa blondi pa je tehtal 150 g, dosegel pa je do velikosti 30 cm. Večji od tega je kasneje odkriti Theraphosa apophysis (Pinkfoot Goliath, rožnatonogi Goljat), podobne velikosti pa dosegajo tudi Lasiodora parahybana (Brazilian Salmon Birdeater - brazilski ptičežerec) in Lasiodora klugi.
Ptičji pajki živijo na področjih južne in zahodne USA, v centralni Ameriki pa vse do južnega dela Čila in Argentine. Prav tako živijo v celotni Afriki, v velikem delu Azije in po celi Avstraliji. V Evropi je nekaj vrst znanih v Španiji, Italiji, Turčiji, Portugalski in na Cipru. Njihova naravna okolja so savane, pampe, grmičevja in deževni gozdovi, puščave in gorovja. 
Večina severnoameriških ptičjih pajkov je rjava, drugje po svetu pa živijo tudi drugače obarvani pajki. Kobaltno modro je obarvan Haplopelma lividum, črno z belimi progami je obarvan Aphonopelma seemanni, z rumenimi progami obarvan je Eupalaestrus campestratus, Chromatopelma cyaneopubescens pa ima metalno modre noge z živo oranžnim in zelenkastim zadkom. 
Nekateri rodovi ptičjih pajkov lovijo predvsem na drevesih, nekateri lovijo na tleh ali blizu tal. Vse vrste pletejo cevaste mreže, talni večinoma z mrežo le utrdijo vhod v brlog. Prehranjujejo se večinoma z žuželkami, večji ptičji pajki pa lahko ujamejo tudi večje živali kot so plazilci, miši in ptiči. Večina ptičjih pajkov je nenevarna ljudem in se goji v ujetništvu kot hišna žival. Vsi ptičji pajki imajo strup v strupnih žlezah, vendar je le nekaj vrst tako nevarnih, da lahko ubije človeka.

## Izvor imena
Ptičji pajki so dobili ime po presenetljivih poročilih in risbah ptičjih pajkov, ki so po odkritju obkrožile svet. Leta 1705 je Maria Sibylla Merian s potovanja po Surinamu poročala o pajku, ki se je hranil s ptičem. To informacijo je potrdil tudi g. Bates z risbo pajka, ki se hrani s ptičem. Ptičji pajki se sicer ne hranijo samo s ptiči, ti so občasen plen drevesnih vrst ptičjih pajkov. Ptičjih pajkov tudi ne smemo mešati s tarantelami, kar je v uporabi v nekaterih zahodnih jezikih. Tuja beseda tarantela zajema več vrst pajkov in se neposredno nanaša na volčjega pajka, Lycosa tarantula, ki živi v okolici italijanskega mesta Taranto. V primerjavi s ptičjimi pajki novega sveta je ta vrsta neprimerljivo manjša, poleg tega pa ni dlakava.

## Strupenost
Toksini ptičjih pajkov so večinoma nevrotoksični in povzročijo bolečine na mestu pika, ki se v nekaj urah razširi po celem udu ali telesu. Bolečini sledijo krči, srčni tremor in strah. V nekaj urah se akutna bolečina umakne, vendar se lahko v blagi obliki pojavlja če nekaj dni. Ud ostane če nekaj časa otrdel. Pri večini vrst ptičjih pajkov strup ne povzroči hujših posledic ali smrti.
V preteklosti so verjeli, da povzroči pik pajka Lycosa tarantula nevarno stanje, ki so ga imenovali tarantizem. Pik povzroča hude krče in bolečine, ki se zmanjšajo pri telesni aktivnosti. Tako so ljudje verjeli, da se stanje prepreči, če zastrupljeni človek divje pleše takoi menovan tarantelin ples. Novejše raziskave kažejo, da pik L. tarantula ni tako nevaren ljudem, obstaja pa verjetnost, da so zamenjevali pik tega pajka s pikom mediteranske črne vdove, ki je bližnji sorodnik črne vdove. Ta se se prav tako pojavlja v okolici Taranta in povzroči močne zastrupitve. Do zamenjav je verjetno prihajalo, ker je L. tarantula videti nevarnejši in večji.
Večina ptičjih pajkov razen avstralskega Atrax robustus ni smrtno nevarna, lahko pa povzroči boleče pike. Ptičji pajki napadejo žrtev z močnimi strupniki, s katerimi prebijejo koži in vbrizgajo strup. Večina pajkov piči le, če so ogroženi. Strup vsebuje toksine, ki so pri nekaterih vrstah nekrotoksični in povzročijo razpad tkiva, ptičji pajki pa imajo nevrotoksične strupe, ki povzročijo bolečine in krče, piki pa običajno minejo in ne pustijo posledic. 
Nekatere vrste ameriških ptičjih pajkov imajo na zadku in zadnjih nogah alergene ščetine, ki jih v primeru, da se počutijo ogrožene, odvržejo proti napadalcu. Te ščetine dražijo in so lahko celo smrtne za manjše živali, kot so na primer miši, pri večjih pa povzročijo vnetja, resne izpuščaje in srbečico. Posebno nevarne so, če pridejo v oči ali v pljuča. Na očeh lahko pustijo stalne posledice. Pajki lahko uporabijo te ščetine tudi za označevanje svojega teritorija ali z njimi označijo svoj brlog. Odvržene ščetine ne zrastejo ponovno ampak se obnovijo pri levitvi. Nekateri pajki uporabljajo ščetine tudi za produciranje sikajočega zvoka, kar pa je bolj značilno za pajke starega sveta.
Pik ptičjega pajka je torej nenevaren ljudem, običajno ga primerjajo z osjim pikom. Pri nekaterih vrstah je strup dovolj močan, da povzroči resne težave, predvsem močne krče in bolečine. Pri večini ptičjih pajkov učinek strupa ni znan, saj je odvisno od več faktorjev, kako močno bo strup učinkoval. Na primer, strup afriške vrste pajka Pelinobius muticus povzroči močne halucinacije. Strup Heteroscodra maculata povzroči močno bolečino, krče, tremor srca in strah žrtve, ki traja nekaj ur, zato je v nekaterih primerih potrebna zdravniška pomoč. Ta se omejuje na lajšanje krčev in bolečin. Težave nastopijo zaradi morebitne alergijske reakcije na strup, kar pa je lahko smrtno nevarno za človeka. 
Pred pikom ptičji pajki nakažejo napad, ko se postavijo v borbeni položaj. Dvignejo glavoprsje in sprednje noge v zrak. Strupnike dvignejo, nekatere vrste pa oddajajo sumeč sikajoč zvok. Napad se lahko konča z udarcem napadalca s sprednjimi nogami, lahko sledi pik, lahko pa se pajek umakne, obrne in začne odmetavati dražeče ščetine. Če nima možnosti umika, se lahko nenadoma obrne in napade z močnim pikom.
Znan je tudi tako imenovan 'suh pik' v primeru, če želi pajek napadalca le odgnati. V takem primeru zabode strupnike v žrtev, vendar strupa ne iztisne v rano. Ameriško ptičji pajki se vedno najprej branijo z odmetavanjem dlak. Posebno nevarne so dražljive dlake pajka Theraphosa blondi. Ptičji pajki starega sveta nimajo teh dlak, zato pa imajo močnejši strup in so bolj napadalni.
Večina poročil o smrtnih primerih pikov ptičjih pajkov iz novega sveta so napačna. Nekateri menijo, da obstajajo zelo strupene vrste tudi na Ameriških celinah, sploh znane primere 'bananina tarantula'. Gre za dokaj velikega in nevarnega brazilskega potujočega pajka Phoneutria nigriventer iz družine Ctenidae, ki se včasih skriva v šopih banan in je zelo strupen. Poleg tega je tudi dlakav, zato ga pogosto zamenjajo s ptičjimi pajki. Druga vrsta, ki se pogosto zamenja za ptičjega pajka, je avstralski lijakasti pajek Atrax robustus. Ta je zelo napadalen, zelo strupen in je do začetka uporabe antistrupa antivenina veljal za pajka, ki je v Avstraliji povzročil na desetine smrtnih primerov ljudi. V Avstraliji poznajo tudi nenevarnega pajka z domačim imenom 'triantelope' (Huntsman spider) Palystes castaneus, ki se pogosto najde v domovih ali v avtomobilih.
Zdravstveni zapleti zaradi napadov ptičjih pajkov so redki. Po piku se lahko pojavijo infekcije zaradi vboda in vdora bakterij ali virusov, vendar so ti primeri redki. Pri vbodih medicina v vsakem primeru deluje preventivno, sploh ker velja vbod insekta kot možen vir okužbe. Alergijske reakcije na ščetine niso težavne razen v primeru, kadar zaradi preobčutljivosti pride do anafilaktičnega šoka. Alergijske reakcije na strup lahko povzročijo mnogo hujše posledice kot strup sam.

## Spolni dimorfizem
Pri nekaterih vrstah ptičjih pajkov so samci manjši od samic, kar imenujemo spolni dimorfizem. Samci imajo manjši abdomen, so manj izrazito obarvani, pogosto pa imajo na koncu nog tibialne kavlje, s katerimi držijo samičine okončine in strupnike v času parjenja. 
Spol mladih živali se lahko določi z natančnim pregledom ostanka eksoskeleta. Samice imajo spermateko, samci pa se ločijo v odrasli dobi tudi po velikosti, dolžini nog, pa tudi umrejo kmalu ko odrasejo, vsekakor pa prej kot samice. Importne živali so običajno samci, ker se ti ne skrivajo toliko ampak so ujeti med iskanjem hrane ali samic, samice pa se pretežno skrivajo v rovih. Na splošno so samci kratkoživi, tako zaradi biološkega ciklusa, kot zaradi spolnega kanibalizma, predatorjev in človeških vplivov, kot je lov in ubijanje iz strahu. 

## Levitev
Levitev pri ptičjih pajkih poteka nekajkrat letno. Pri levitvi odložijo svoj eksoskelet, da lahko rastejo. Zelo mladi pajki se levijo večkrat letno, odrasle živali pa samo še enkrat letno ali celo redkeje. Levitev je za pajka stresen in nevaren proces, ker je v tem času zelo ranljiv. Levitev poteka en dan, v tem času pa pajek leže na hrbet, da star skelet odstopi. Če so okoliščine neugodne, lahko žival v tem procesu izgubi nekatere okončine ali pedipalpe, kar vpliva na njeno kasnejše življenje. V času levitve se ne more premikati, zato je lahko plen živali, ki sicer niso njegovi plenilci. Ko samci odrasejo, začnejo iskat samice in se ne levijo več. Odrasle samice se še levijo in doživijo starost tudi do 40 let. Najstarejši znani primer ptičjega pajka je živel celo 49 let. Odrasle živali so zelo vzdržljive glede pomanjkanja hrane in lahko preživijo tudi leto ali dve brez vsake hrane, le da imajo dovolj vode.

## Razmnoževanje
Ko samci odrasejo, zapustijo svoj teren in začnejo iskat samice. Najprej na tleh spletejo gosto mrežo in nanjo odložijo spermo. Nato lahko potisnejo pedipalpe v spermo, da se vpije v vlakna in ostanejo plodna do oploditve. Ko samec zazna samico, naznači svojo prisotnost s svojevrstnimi znaki. Tako se sporazume s samico, da je iste vrste in da je pripravljen na parjenje. Ti signali lahko sprožijo v samici pripravljenost za parjenje. Če se je samica pripravljena pariti, samec potisne svoje pedipalpe v odprtino v abdomnu - opistosomo in hitro pobegne, preden se začne samici vračati apetit. Čeprav se tudi pri ptičjih pajkih pojavlja spolni kanibaliztem, je ta redek. V ujetništvu je parjenje uspešno, vendar gojitelji samca običajno kmalu po parjenju odstranijo, ker zaradi omejenega prostora gotovo postane samičin plen.
Samica odloži 50 do 2000 jajčec v zapredek iz pajčevine in jih čuva 6 do 7 mesecev. V tem času je bolj napadalna in ne zapušča jajčnega ovoja. Ovoj občasno obrne, da se jajčeca zaradu teže ne deformirajo. Ko se mladi pajki izležejo, ostanejo še nekaj časa v ovoju, nato pa se razpršijo po okolici.

## Vzgoja v ujetništvu
Samice živijo od 15 do 40 let, samci pa večinoma dosti manj. Ker so razen nekaterih vrst dokaj obvladljive živali in se jih lahko goji v terarijih, jih nekateri gojijo kot hišne ljubljenčke. Pri nakupu se kupci pogosto odločajo za napačne živali, saj so nekatere vrste zelo hitre in napadalne. Prostor za gojenje mora biti majhen, sicer žival v velikem prostoru doživi stres, ki je lahko tudi vzrok za smrt živali. Pred nakupom se je dobro pozanimati o značaju izbrane vrste, da ne pride do pobegov, poškodb ali pikov.